# Эмболэктомия
Эмболэктомия — удаление эмбола в хирургической операции в целях устранить закупорку артерии или аорты.

## Описание
Эмболэктомия является необходимой операцией для спасения жизни в случае закупорки лёгочной артерии, а также во избежание гангренозного процесса в случае закупорки артерии в конечности.
Эмболэктомия имеет большой потенциал спасения жизни в случае острой лёгочной эмболии несмотря на высокую смертность среди таких пациентов.

## Метод проведения
Обычно операция эмболэктомии проводится с помощью аспирационного катетера путём всасывания эмбола пониженным давлением в баллончик. Через разрез длиной около 10 мм в бедренной или другой артерии в кровоток запускается зонд с баллончиком, присоединённый к шприцу в руках хирурга. Создав пониженное давление шприцем, баллончик наполняют эмболом и извлекают зонд. Процедуру повторяют с другой стороны тромба. Это наиболее щадящий и быстрый способ удалить эмбол, например, используется при удалении эмбола, расположенного ниже паховой связки при инфаркте ноги.
Другой вариант — использование надувного шарика на конце катетера. Катетер заводится за эмбол, шарик надувается, и катетер с шариком извлекаются из артерии вместе с эмболом. К недостаткам метода относятся риск повреждения сосудистой стенки вплоть до разрыва артерии и риск создание нового эмбола из холестериновых бляшек.
Третий вариант — открытая эмболэктомия — разрез в месте нахождения эмбола и извлечение его пинцетом. Применяется, в частности, в лечении острой массивной тромбоэмболии лёгочных артерий.

## Эффективность
В сравнении операций лёгочной эмболэктомии с 1961 до 2006 г. выявлено снижение смертности пациентов после операции в более новых операциях: в случае лёгочной эмболэктомии смертность пациентов после 1985 года составляла около 20%, до 1985 года — 32%.
При острой лёгочной эмболии (1961−2006) в случаях с остановкой сердца до проведения операции смертность после эмболэктомии составляет 59%, при проведении операции у пациентов без случившей ранее остановки сердца — 29%.